# Джевецкий, Збигнев
Збигнев Джевецкий (пол. Zbigniew Drzewiecki; 8 апреля 1890, Варшава — 11 апреля 1971, там же) — польский пианист и музыкальный педагог.
Учился в Варшаве у Влодзимежа Оберфельта и Феликса Конопасека, изучал также скрипку и теорию музыки у Игнация Пилецкого. Затем в 1909—1914 гг. занимался в Вене у Пауля де Конне, в Брюнне у Генриха Яноха и снова в Вене у Марии Прентнер.
С 1916 г. Джевецкий преподавал в Варшавском институте музыки, в 1929—1930 и 1931—1932 гг. был его директором. После Второй мировой войны занимался организацией Краковской Высшей школы музыки, 3 февраля 1945 года выступил как солист в первом после окончания нацистской оккупации концерте Краковского филармонического оркестра. В 1955 г. вернулся в Варшаву и до 1961 г. был профессором Варшавской консерватории. Среди учеников Джевецкого — Болеслав Кон, Галина Черны-Стефаньска, Адам Харасевич, Энрике Батис, Вацлав Киселевский, Томаш Сикорский другие заметные пианисты. Джевецкий был одним из тех, кто стоял у истоков Международного конкурса пианистов имени Фридерика Шопена: на первом (1927) и двух последующих конкурсах он входил в состав жюри, а с 1949 до 1965 гг. был его председателем.